# ॴ
Cette page contient des caractères spéciaux ou non latins. S’ils s’affichent mal (▯, ?, etc.), consultez la page d’aide Unicode.
ॴ, transcrit ö et appelé ôe, est une voyelle de l’alphasyllabaire devanagari.

## Utilisation
Le ôe a été utilisé en cachemiri écrit en devanagari pour transcrire une voyelle moyenne centrale longue [əː].

## Représentations informatiques
| formes       | représentations | chaînes de caractères | points de code | descriptions                      |
| ------------ | --------------- | --------------------- | -------------- | --------------------------------- |
| indépendante | ॴ               | ॴ                     | U+0974         | lettre devanagari ôe              |
| dépendante   | ◌ऻ               | ◌ऻ                     | U+093B         | diacritique voyelle devanagari ôe |